# William Huggins
William Huggins (Londen 7 februari 1824 – aldaar 12 mei 1910) was een Brits astronoom.
Hij bouwde een eigen observatorium en deed uitgebreide observaties van spectra van astronomische objecten. Zo ontdekte hij in 1861 dat de zon en sterren voor een belangrijk deel uit waterstof bestaan. Hij was de eerste die een onderscheid aantoonde tussen nevels en sterrenstelsels. Nevels, zoals de Orionnevel, bestaan voornamelijk uit gas en het sterrenstelsel Andromeda heeft een spectrum dat overeenkomt met dat van sterren.
Samen met zijn vrouw Margaret Lindsay Huggins bestudeerde hij de emissielijnen van de Kattenoognevel en zij zagen dat er maar een paar lijnen waren. De helderste, een groene lijn, had een golflengte van 500,7 nanometer, wat niet overeenkwam met een bekend scheikundig element. Ze speculeerden dat dit veroorzaakt werd door een onbekend element, dat hij Nebulium noemde. Later werd aangetoond dat deze lijnen ontstonden door wolken geïoniseerd zuurstof in H-II-gebieden
en planetaire nevels.

## Roodverschuiving
Huggins was de eerste die ontdekte dat het licht van sommige sterren een roodverschuiving hadden ondergaan en van ons af bewogen. In 1868 publiceerde hij berekeningen dat Sirius met een snelheid van meer dan 20 mijl per seconde van ons af beweegt.
Hij werd bekroond met diverse prijzen, zoals de Copley Medal in 1898.
De Hugginskrater op de Maan en een krater op Mars zijn naar hem vernoemd. Ook de planetoïde (2635) Huggins draagt zijn naam. In 1904 kreeg Huggins voor zijn bijdrage aan de astronomie de Bruce Medal.
- Bibsys: 2137701
- Bibliothèque nationale de France: cb13516858m (data)
- Gemeinsame Normdatei: 117054720
- International Standard Name Identifier: 0000 0001 1041 6606
- Library of Congress Control Number: n87830494
- Nationale Bibliotheek van Tsjechië: ntk2018996350
- Nationale Bibliotheek van Israël: 987007272718305171
- Nationale Bibliotheek van Polen: a0000002363267
- Nederlandse Thesaurus van Auteursnamen: 130211060
- PIC: 226989
- Réseau des bibliothèques de Suisse occidentale: 02-A003388607
- SNAC: w6wd43xw
- Système universitaire de documentation: 035180633
- Virtual International Authority File: 17378802
- WorldCat: E39PBJwtrrRVhPyTRjCRCRB9Dq